# سیویک
سیویک (به سوئدی: Kivik) یک منطقهٔ مسکونی در سوئد است که در بخش سیمریسهامن واقع شده‌است. سیویک ۱٫۲۵ کیلومتر مربع مساحت و ۹۶۰ نفر جمعیت دارد.